# アンドレ・プレボー
アンドレ・プレボー（André Prévost、1860年3月26日 - 1919年2月15日）は、フランスの男子テニス選手。1900年のパリ五輪で、同じフランスのジョルジュ・ド・ラ・シャペルと組んで男子ダブルスの銅メダルを獲得した選手である。彼は妻のエレーヌ・プレボーと一緒に、夫婦でパリ五輪に出場した。黎明期の全仏選手権（現在の全仏オープンテニス）でも、1900年に男子シングルス準優勝の成績を残した。Prevostというフランス人名の読み方は、日本語では「プレヴォー」が最も多く見られる。

## 来歴
近代オリンピックの第1回大会は1896年にギリシャ・アテネで始まり、第2回の開催となった1900年パリ五輪では、テニス競技の男子シングルスに（前回アテネ大会と同じく）15名の選手がエントリーした。アンドレ・プレボーは男子シングルス1回戦で、イギリス代表選手のアーサー・ノリスに 4-6, 4-6 のストレートで敗退した。男子ダブルスには8組がエントリーし、プレボーは同じフランスのジョルジュ・ド・ラ・シャペルと組んで銅メダルを獲得した。2人は1回戦で別のフランスペアを破った後、準決勝でマックス・デキュジス（フランス）＆バシル・スポールディング・デ・ガーメンディア（アメリカ）組に 2-6, 4-6 で敗れた。最初期の近代オリンピックは、国単位ではなく個人でエントリーしたことから、男子・混合ダブルスでは違う国の選手がペアを組む「混合チーム」もあり、相手組のデキュジスとガーメンディアはフランスとアメリカの混合チームを組んでいた。準決勝敗退の2組による「銅メダル決定戦」は行われず、プレボス＆シャペルのフランスペアと、ハロルド・マホニー＆アーサー・ノリス組（ともにイギリス代表）が男子ダブルスの銅メダルを獲得した。
パリ五輪が開かれた1900年に、アンドレ・プレボーは全仏選手権の男子シングルス決勝に進んだこともあり、パウル・アイメに敗れて準優勝になった。 最初期の全仏選手権は、試合結果や選手のフルネームに正確な記録が残っていないものが多く、アイメとプレボーの決勝戦のスコアも残存していない。